# Alexandre Prigogine
Alexandre Romanovich Prigogine (12 de abril de 1913, Moscú - 7 de mayo de 1991, Bruselas) fue un ornitólogo y mineralogista belga de origen ruso-judío.
Nacido en Moscú, de una familia judía, su padre Roman (Ruvim Abramovich) Prigogine era ingeniero químico y su madre Julia Vichman, pianista. Su hermano menor, Ilya Prigogine, ganó más tarde un Premio Nobel de química. En 1921 la familia abandonó Rusia a través de Lituania y vivió en Alemania hasta establecerse definitivamente en Bélgica en 1929. Tras estudiar química en la Universidad Libre de Bruselas se trasladó al Congo Belga en 1938 para estudiar su riqueza mineral.
Henri Schouteden lo convenció en 1946 para que se interesara por las aves y recolectara especímenes en el este del Congo Belga. Este nuevo interés le llevó a publicar 94 artículos sobre ornitología y recolectó cerca de 20.000 ejemplares. Describió varias especies nuevas, incluido el mochuelo albertino ( Glaucidium albertinum ), Kabobo apalis ( Apalis kaboboensis ) y el papamoscas de Itombwe ( Muscicapa itombwensis ) y unas 30 subespecies nuevas. El búho de la bahía del Congo ( Pholidus prigoginei ), el  suimanga de Prigogine ( Cinnyris prigoginei ), el chotacabras de Prigogine ( Caprimulgus prigoginei ) y el bulbo verde de Prigogine ( Chlorocichla prigoginei ) han recibido su nombre.